# 洪皮拉

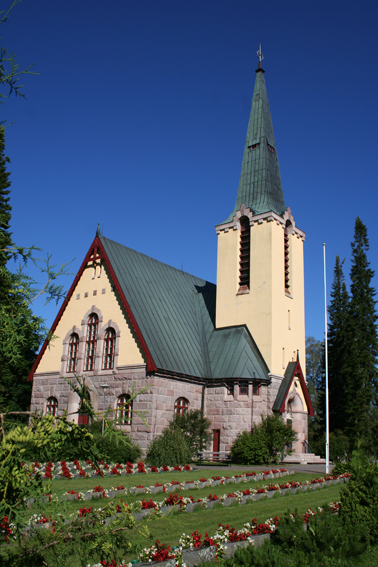
洪皮拉教堂

洪皮拉（芬蘭語：Humppila）是芬蘭的市鎮，位於該國南部，由坎塔海梅區負責管轄，始建於1874年，距離福爾薩21公里，面積149平方公里，2013年人口2,495，人口密度為每平方公里16.86人。

## 外部連結
- Municipality of Humppila （页面存档备份，存于） – Official website